# درازين لاديتش
درازين لاديتش (بالكرواتية: Dražen Ladić)‏ (مواليد 1 يناير 1963) هو لاعب كرة قدم. يلعب مع منتخب كرواتيا لكرة القدم. سبق له أن لعب في كأس العالم لكرة القدم مع منتخب بلاده.

## روابط خارجية
- درازين لاديتش على موقع الاتحاد الدولي (مؤرشف)  (الإنجليزية)
- درازين لاديتش على موقع اتحاد كرواتيا (الكرواتية)
- درازين لاديتش على موقع قاعدة بيانات كرة القدم.إي يو (الإنجليزية)
- درازين لاديتش على موقع ناشيونال فوتبول تيمز (الإنجليزية)
- درازين لاديتش على موقع عالم كرة القدم.نت (الإنجليزية)